# Semenivka, Pustomîtî
Semenivka (în ucraineană Семенівка) este localitatea de reședință a comunei Semenivka din raionul Pustomîtî, regiunea Liov, Ucraina.

## Demografie
Componența lingvistică a localității Semenivka
     Ucraineană (92,78%)
     Alte limbi (0,67%)
Conform recensământului din 2001, majoritatea populației localității Semenivka era vorbitoare de ucraineană (92,78%), existând în minoritate și vorbitori de polonă (6,51%).